# Myiopharus fuliginipennis
Myiopharus fuliginipennis är en tvåvingeart som först beskrevs av Wulp 1890.  Myiopharus fuliginipennis ingår i släktet Myiopharus och familjen parasitflugor. Inga underarter finns listade i Catalogue of Life.